# Hebriderna (ouvertyr)
Hebriderna (Fingalsgrottan) är en konsertouvertyr, op. 26 av Felix Mendelssohn.

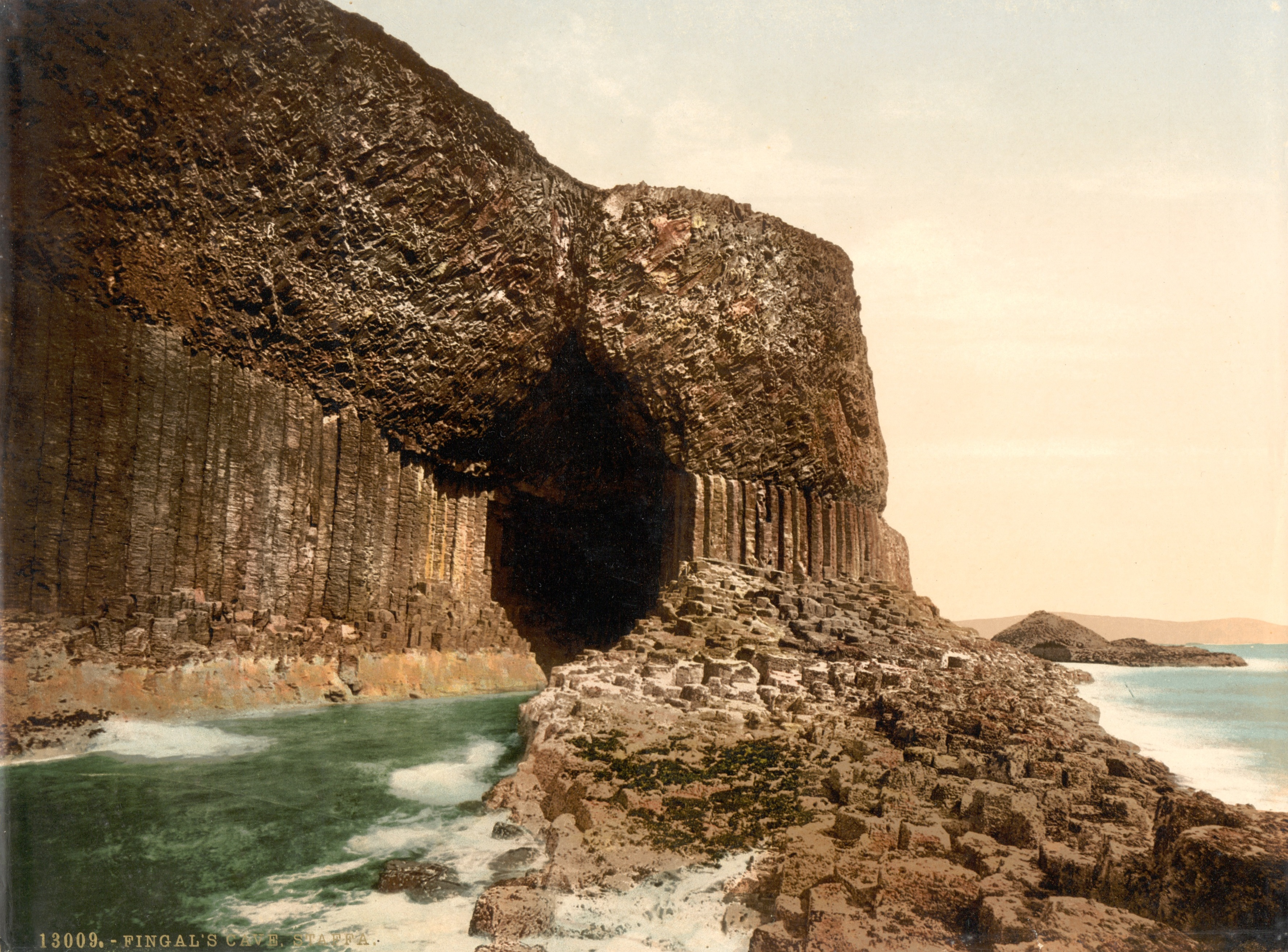
Ingången till Fingals grotta

År 1829 gjorde Mendelssohn tillsammans med sin vän Karl Klingemann en resa till Skottland. Under resan började han komponera sin tredje symfoni (den skotska). Efter ett besök på ögruppen Hebriderna, den lilla ön Staffa och dess sevärdhet Fingals grotta skrev Mendelssohn hem till sin syster 1 augusti 1829:
| ” | För att ni ska förstå vilket ovanligt intryck Hebriderna har gjort på mig, sänder jag med det bifogade, som dykt upp i mitt sinne under besöket här. | „ |

Det "bifogade" var det som senare blev de tio första takterna av ouvertyren. 16 december 1830 var kompositionen klar under namnet Die einsame Insel (Den ensamma ön). Två år senare fick ouvertyren sin slutliga form och namnet ändrades till Hebriderna (även om Fingals grotta också har använts som titel). Verket framfördes 14 maj 1832 i London tillsammans med hans ouvertyr till En midsommarnattsdröm. Verket tillägnades kung Fredrik Vilhelm IV av Preussen.